# Wolterstorffina chirioi
Wolterstorffina chirioi é uma espécie de sapo da família Bufonidae. Ele é endêmico em sua pequena área de ocorrência, que está localizado à 3000m de altitude no Monte Oku, no oeste de Camarões. Está listado como "em perigo crítico" por conta da perda de seu habitat.